# Electroputere 060DA
Electroputere 060DA i 062DA – ciężka lokomotywa spalinowa produkowana w latach 1959–1987 w zakładach Electroputere w miejscowości Craiova w Rumunii. Jest eksploatowana na kolejach państwowych m.in. Rumunii (serie CFR 060DA i 062DA), Bułgarii (BDZ seria 06), Chin (serie ND2 i ND3), Polski (seria PKP ST43), a także przez przewoźników prywatnych w Niemczech, Polsce i Włoszech (oznaczana zwykle jako 060DA).

## Historia

### Geneza

#### Sytuacja w Rumunii przed wprowadzeniem lokomotyw spalinowych
W centralnej części Rumunii przebiega łańcuch Karpat, powodujący trudności w przewozach kolejowych z północnego zachodu (Europa Zachodnia i Środkowa) na południe i południowy wschód (Bukareszt, Bułgaria). Ponadto Rumunia posiada złoża ropy naftowej, przez co nie musi sprowadzać paliw płynnych (w przeciwieństwie do węgla kamiennego).
Căile Ferate Române już w latach 20. XX wieku potrzebowało silnej lokomotywy do obsługi połączeń przez Karpaty. Najtrudniejszym odcinkiem był szlak Câmpina – Braszów. Na odcinku tym występują podjazdy mające 20–25‰ oraz ciasne łuki o promieniu 270 metrów. Prowadzenie pociągów w tym miejscu wymagało zazwyczaj użycia dwóch parowozów na czele składu oraz jednego, a czasem nawet dwóch popychaczy. Generowało to nie tylko wysokie koszty, ale również wymagało znacznych umiejętności od drużyn trakcyjnych. Modernizacja tej linii była niemożliwa, gdyż wymagałaby zarówno znacznych nakładów finansowych, jak i czasowego zamknięcia szlaku.
Ze względu na złoża ropy naftowej oraz rozwinięty przemysł rafineryjny CFR postanowiła zastąpić kłopotliwe w eksploatacji parowozy lokomotywami spalinowymi. Ze względu na brak producenta w Rumunii, prototyp ciężkiej dwuczłonowej lokomotywy spalinowej został opracowany przez szwajcarską firmę Sulzer. Firma ta była wówczas potentatem w dziedzinie konstruowania i produkcji silników spalinowych dużej mocy oraz lokomotyw spalinowych.

#### Dwuczłonowy prototyp

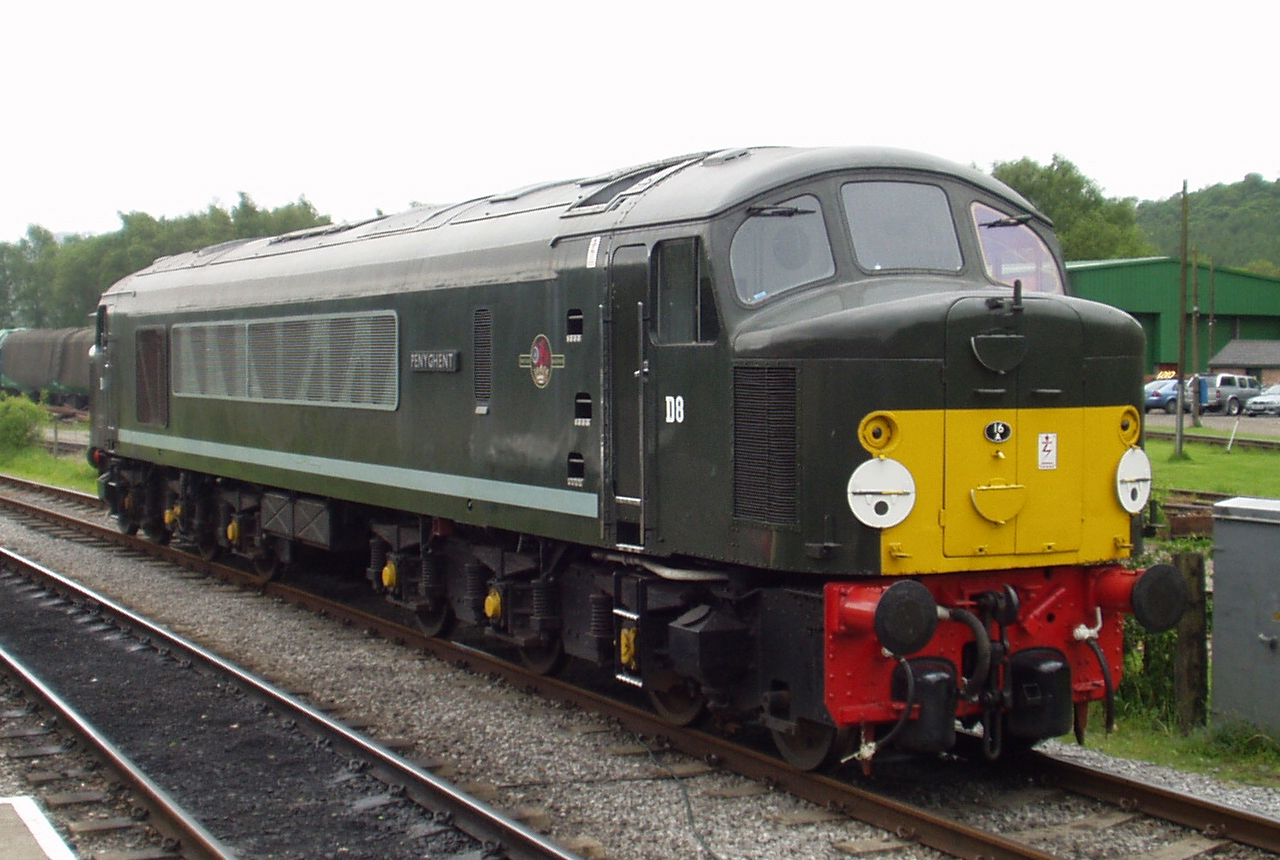
Class 44

W 1938 Sulzer opracował prototyp z osiami w układzie 2'Do1'+1'Do2' i silnikami o mocy 4400KM (2x2200KM). Lokomotywa była rozwinięciem francuskiej 262 BD 1. Lokomotywa po testach w Szwajcarii pojechała na testy do Rumunii, gdzie już po 8 dniach (20 lipca 1938) weszła do liniowej eksploatacji. Prototypowa lokomotywa zaczęła obsługiwać odcinek Bukareszt – Braszów, zawierający najtrudniejsze w Rumunii szlaki kolejowe. Spalinowóz nie wymagał pomocy popychaczy, stąd można było zredukować załogę i znacznie obniżyć koszty transportu. CFR chciało zamówić kolejne pojazdy jednakże w realizacji przeszkodził wybuch wojny.

#### Konsekwencje wojny oraz 060DA dla Francji i Wielkiej Brytanii
Tuż po II wojnie światowej Sulzer został wpisany na listę koncernów współpracujących z III Rzeszą w celu odniesienia korzyści majątkowych (Sulzer produkował silniki do U-bootów). Dodatkowo nowy komunistyczny rząd nie chciał współpracy z Zachodem. Z tego względu CFR miało dostać parowozy opalane olejem oraz spalinowozy produkcji radzieckiej.
W tym samym czasie Société nationale des chemins de fer français (SNCF) szukało lokomotyw, które mogłyby zastąpić kanadyjskie parowozy uniwersalne dostarczone w ramach pomocy UNRRA. Ze względu na zniszczenia wojenne oraz koszty obsługi nowe lokomotywy miały być napędzane silnikami spalinowymi. Pojazdy te miały być konstrukcją uniwersalną, mogącą prowadzić zarówno ciężkie składy towarowe, jak i pociągi osobowe. Pierwsze zamówienie SNCF mogło złożyć dopiero w sierpniu 1952. Powstała wówczas lokomotywa sześcioosiowa o układzie osi Co’Co’ posiadająca silnik 12LDA28 będący modyfikacją przedwojennego silnika 12LDA31, który występował w prototypie dla Rumunii. Moc silnika początkowo wynosiła 2000KM, później została podniesiona do 2300KM.
W Wielkiej Brytanii po nacjonalizacji kolei rozpoczęto akcję zastępowania parowozów lokomotywami spalinowymi, początkowo produkcji brytyjskiej. W końcu jednak Brytyjczycy zaczęli sprowadzać jednostki napędowe (silniki i przekładnie) z zagranicy. W spalinowozach Class 44, 45 i 47 zostały wykorzystane silniki 12LDA28 (i ich późniejsze odmiany).

#### Zamówienie z Rumunii

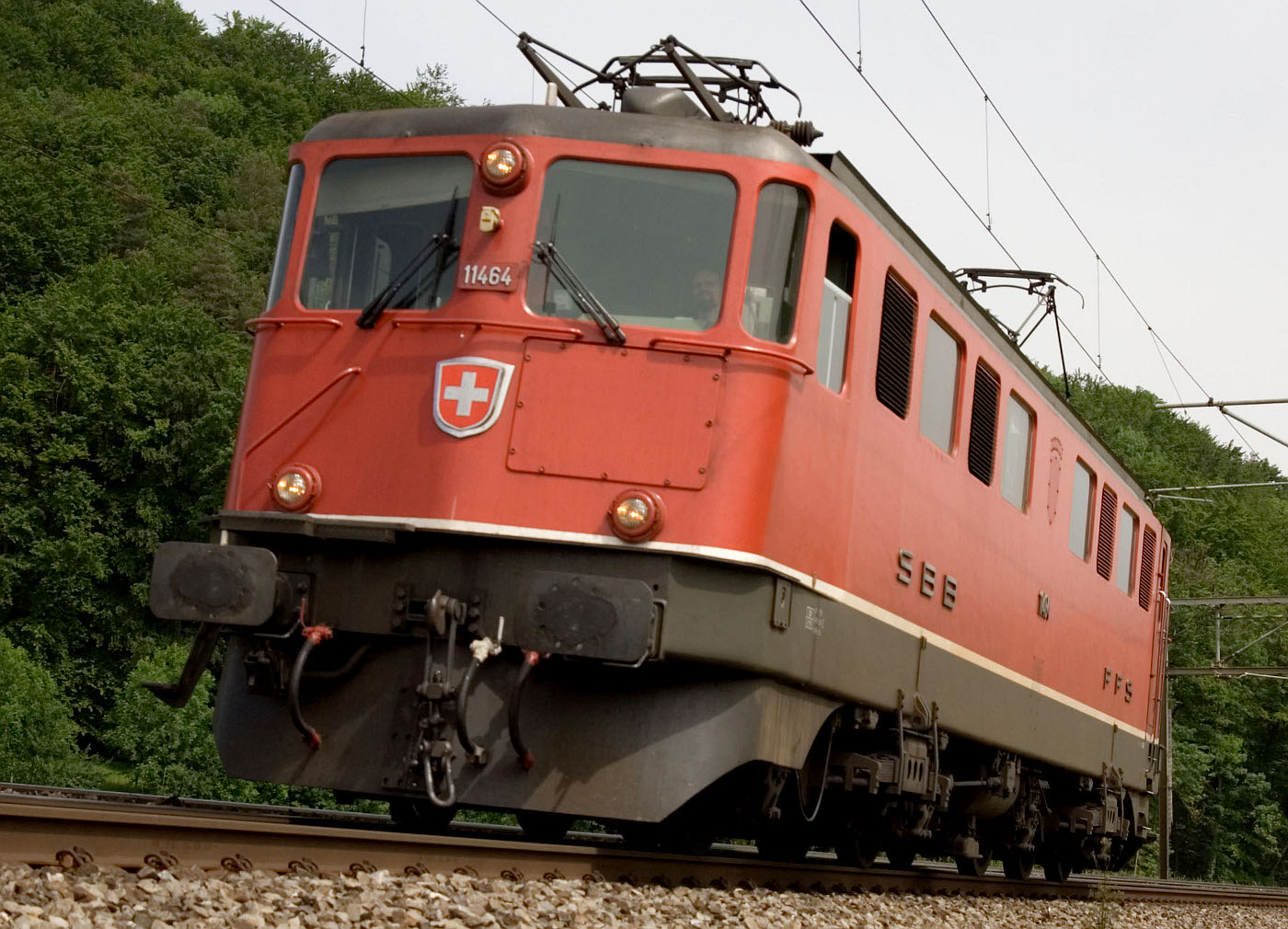
Ae 6/6

W połowie lat 50. XX wieku władze Rumunii stwierdziły, że potrzebują lokomotyw spalinowych o parametrach zbliżonych do połowy dwuczłonowej lokomotywy z 1938. Przedstawiciele Ministerstwa Przemysłu Ciężkiego oraz CFR zamówiło w Szwajcarii w konsorcjum Sulzer, Brown Boveri i SLM 6 lokomotyw jednoczłonowych, które miały mieć możliwość poruszania się w trakcji ukrotnionej.
Lokomotywa dla Rumunii powstała przez połączenie części mechanicznej 060DA produkowanej dla SNCF ze zmodyfikowanym pudłem szwajcarskiego elektrowozu Ae6/6 oraz z silnikiem 12-LDA28-A wykorzystanym w Class 44 dla BR. Podczas testów na hamowni udało się uzyskać moc maksymalną 2500KM, jednakże moc nominalna została ograniczona do 2100 KM. Lokomotywy po testach w Szwajcarii rozpoczęły testy, a później liniową eksploatację na najtrudniejszych szlakach górskich w Rumunii.

### Produkcja w Rumunii
Po dostarczeniu 6 lokomotyw ze Szwajcarii w zakładach Electroputere Craiova rozpoczęto montaż kolejnych 10 sztuk z części wyprodukowanych w Szwajcarii. Po opanowaniu procesu montażu zakłady w Craiovej rozpoczęły samodzielną produkcję. Zespoły napędowe dostarczały zakłady Masini Resita, natomiast wózki Caromet Caransebes.
Już podczas produkcji doszło do zmian w konstrukcji lokomotyw. Pierwotnie, mimo że prędkość maksymalna wynosiła 100 km/h, to moc maksymalna była osiągana tylko do 80 km/h. W wyniku modyfikacji lokomotywa dysponowała mocą nominalną w całym zakresie prędkości. Kolejną modyfikacją było podniesienie prędkości maksymalnej do 120 km/h poprzez zmodyfikowanie przełożenia przekładni.

## Eksploatacja

### Rumunia

#### CFR

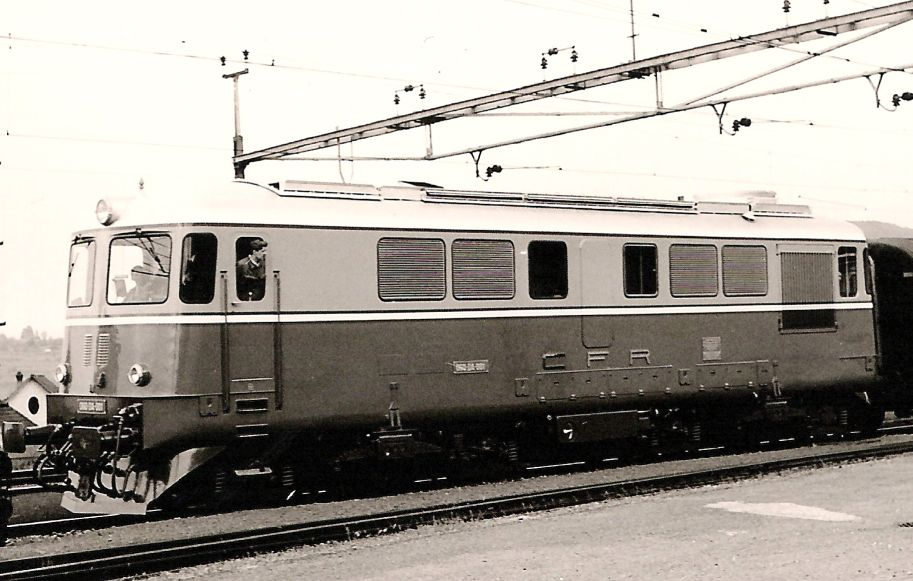
060DA 15 w 1959

Początkowo 060DA była kierowana do obsługi pociągów towarowych, zwłaszcza w Karpatach, z czasem jednak lokomotywy te przejęły obsługę połączeń dalekobieżnych, przez co powstała wersja 060DA 1 przystosowana do prędkości 120 km/h.

#### Prywatni przewoźnicy
Po uwolnieniu rynku kolejowego w Rumunii powstały spółki prywatne, które posiadają między innymi lokomotywy 060DA. Część tych lokomotyw zostało kupione od CFR, natomiast część sprowadzona z zagranicy, w tym z Chin.

### Eksport
W 1965 Sekretarzem Generalnym Komunistycznej Partii Rumunii został Nicolae Ceaușescu. Polityk chciał uniezależnić się od wiodącej roli Związku Radzieckiego w bloku wschodnim, wzorem Jugosławii. W ramach podkreślenia niezależności, Socjalistyczna Republika Rumunii zaczęła eksportować lokomotywy, wbrew zaleceniom ZSRR, które domagały się by trzon ciężkiego taboru spalinowego tworzyły we wszystkich krajach RWPG lokomotywy M62 (ST44).

### Polska

#### PKP / PKP Cargo
W 1956 Pierwszym Sekretarzem KC PZPR został Władysław Gomułka. Gomułka nie był w dobrych stosunkach z towarzyszami radzieckimi, stąd chciał pomóc Nicolae Ceaușescu.
Ogółem w latach 1965–1978 dostarczono PKP 422 egzemplarze serii 060DA, którym nadano oznaczenie ST43. Rozpoczęły one pracę w ruchu towarowym w DOKP Poznań. W kolejnych latach były także kierowane do obsługi pociągów pasażerskich z własnym źródłem ciepła. Mimo że ST43 były lokomotywami zaprojektowanymi do jazdy w górach, to w pierwszy przydział tych lokomotyw do MD Nowy Sącz nastąpił dopiero 1 stycznia 1975. Lokomotywy tej serii w Nowym Sączu już po kilku miesiącach zostały zastąpione przez ST44. Po kilku tygodniach okazało się, że ST43 znacznie lepiej radzą sobie na szlakach górskich. Spowodowało to również dyslokację ST43, które zostały przeniesione do rejonów górskich.
Dostarczone do Polski lokomotywy różniły się m.in. typem silnika spalinowego (początkowo 12LDA28, a od numeru 156 12LDS28B), oraz od numeru 278 przystosowaniem do montażu sprzęgu samoczynnego, co zwiększyło długość i masę pojazdu. Zakup tych lokomotyw (łącznie z zakupem lokomotyw ST44) przyczynił się do wyeliminowania trakcji parowej z niezelektryfikowanych odcinków szlaków PKP.
W kwietniu 2019 wycofano z ruchu ST43-366, tym samym została zakończona eksploatacja tej serii przez PKP Cargo.

#### Prywatni przewoźnicy
Lokomotywy 060DA były w taborach wielu prywatnych przewoźników w Polsce. Znaczna część tych lokomotyw została sprowadzona z zagranicy, a następnie zmodernizowana. Głównymi przewoźnikami operującymi tymi lokomotywami były LOTOS Kolej, PCC Rail Rybnik i CTL Logistic. Brak części zamiennych spowodował zaniechanie sprowadzania tych lokomotyw do Polski i stopniowe ich wycofywanie. Według stanu na sierpień 2019 czynnych jest 12 egzemplarzy.

### Bułgaria
W latach 60. koleje bułgarskie zamówiły 40 lokomotyw spalinowych w Austrii. Towarzysze radzieccy zaraz po podpisaniu kontraktu zabronili importu kolejnych lokomotyw z Zachodu. Premier Bułgarii Todor Żiwkow był proradziecki, mimo to Ministerstwo Transportu w sytuacji braków taboru i wobec obowiązującego zakazu zakupów w krajach kapitalistycznych nabyło lokomotywy 060DA z Rumunii. Import trwał nawet równolegle z dostawami radzieckich lokomotyw serii 07.
W sumie sprowadzono 130 sztuk tych lokomotyw. Lokomotywy te dostały oznaczenie 06

### Chiny
Ostatnim krajem, do którego zostały wyeksportowane 060DA, była Chińska Republika Ludowa. Do Chin w ramach wymiany barterowej trafiło 284 lokomotyw, którym nadano oznaczenie ND2. Po 1987 dostarczono przynajmniej 88 lokomotyw 060DA 1, które zyskały oznaczenie ND3. Lokomotywy zostały oficjalnie wycofane w latach 90. XX wieku. Wiele z nich trafiło później do CFR oraz przewoźników prywatnych.